# Trygve Lie
Trygve Halvdan Lie (Grünerløkka, Oslo, 1896. július 16. – Geilo, 1968. december 30.) norvég diplomata, az ENSZ első főtitkára.

## Élete
1935-ben igazságügyi, 1939 júliusában pedig kereskedelmi miniszter lett, majd később több miniszteri tárcát is betöltött Norvégiában. 1937-től volt a norvég parlament, a Storting tagja.
1941 és 1945 között a norvég emigráns kormány külügyminisztere volt.

## Fordítás
- Ez a szócikk részben vagy egészben  a   Trygve Lie című német Wikipédia-szócikk fordításán alapul.  Az eredeti cikk szerkesztőit annak laptörténete sorolja fel. Ez a jelzés csupán a megfogalmazás eredetét és a szerzői jogokat jelzi, nem szolgál a cikkben szereplő információk forrásmegjelöléseként.